# Abram Hannibal
Abram (Ibrahim) Pietrowicz Hannibal, ros. Абрам (Ибрагим) Петрович Ганнибал (ur. 1688 albo 1696, zm. 14 maja 1781) – pradziadek (ze strony matki) Aleksandra Puszkina, ulubieniec cara Piotra I.
Był Abisyńczykiem, który trafił do Rosji jako niewolnik, ale dzięki mądrości i odwadze stał się ulubieńcem cara Piotra I i otrzymał szlachectwo. Najnowsze badania Dieudonné Gnammankou - historyka i tłumacza - wykazały, że Hannibal urodził się w Logone-Birni w Afryce Środkowej, na obszarze graniczącym z jeziorem Czad, obecnie w Kamerunie. Kształcił się we Francji, walczył w wojsku Ludwika XV przeciwko Filipowi V i został awansowany na kapitana. We Francji przybrał nazwisko Hannibal na cześć kartagińskiego wodza Hannibala. Wrócił do Rosji trzy lata przed śmiercią cara i kiedy córka Piotra, caryca Elżbieta przejęła władzę, został mianowany generałem i gubernatorem Tallinna.
Ożenił się dwukrotnie: pierwszą żoną była Greczynka Ewdokia Dioper, z którą miał córkę. Z drugą – Christiną-Reginą Scherberg miał pięcioro dzieci; jeden z synów Osip, miał córkę Nadieżdę, matkę Aleksandra Puszkina.